# No Rest for the Wicked (Ozzy Osbourne)
No Rest for the Wicked è il quinto album in studio del cantante heavy metal Ozzy Osbourne, datato 1988, ed ha venduto oltre 4 000 000 di copie in tutto il mondo.

## Il disco
Dopo l'esperimento hair metal di The Ultimate Sin, Ozzy propone sul mercato questo album, il quale vede l'entrata del giovane chitarrista Zakk Wylde, del tastierista John Sinclair e il ritorno di Bob Daisley al basso.
No Rest for the Wicked si allontana dal sound del vecchio disco, tornando allo stile dei primi album (Blizzard of Ozz e Diary of a Madman) ma con sonorità più dure, apportate soprattutto dal possente chitarrismo di Wylde; un esempio in tal senso è dato dalla traccia più celebre dell'album, Bloodbath in Paradise, basata sulle vicende dell'eccidio di Cielo Drive. L'album vide la partecipazione (dal punto di vista compositivo) di tutti i membri dell'organico e, appena uscito, le sue vendite furono buone con la vincita di tre dischi di platino negli Stati Uniti.
Miracle Man, Crazy Babies e Breakin' All the Rules furono pubblicate come singoli e corredate di video promozionali, mentre la nona e ultima traccia, Hero, era una traccia fantasma delle edizioni in CD e musicassetta del 1988. Il pezzo non era originariamente presente sulle versioni in vinile. Miracle Man fu scritta in risposta al telepredicatore Jimmy Swaggart, che per anni aveva attaccato Ozzy Osbourne per la sua musica e le immagini di cui corredava le sue esibizioni dal vivo, prima di trovarsi coinvolto in un processo per favoreggiamento della prostituzione.
Daisley, in seguito, fece causa a Ozzy e la moglie manager Sharon per mancati diritti d'autore sui brani (come per gli album precedenti, ad esempio Blizzard of Ozz e Diary of a Madman), i quali vennero poi riconosciuti. Tuttavia, Sharon decise di non far inserire le immagini di Daisley nel booklet del disco, in cui compare al suo posto Geezer Butler, ex collega di Osbourne nei Black Sabbath che suonò nel tour di No Rest for the Wicked.

## Tracce
Testi e musiche di Ozzy Osbourne e Zakk Wylde ,eccetto dove indicato.
1. Miracle Man – 3:44 (Osbourne, Wylde, Daisley)
2. Devil's Daughter (Holy War) – 5:15
3. Crazy Babies – 4:15 (Osbourne, Wylde, Daisley, Castillo)
4. Breakin' All the Rules – 5:15
5. Bloodbath in Paradise – 5:03
6. Fire in the Sky – 6:24
7. Tattooed Dancer – 3:53 (Osbourne, Wylde, Daisley)
8. Demon Alcohol – 4:30 (Osbourne, Wylde, Daisley, Castillo)
9. Hero – 4:49

Durata totale: 43:08

### Bonus Tracks (2002 Remaster)
1. The Liar – 4:32 (Osbourne, Wylde, Daisley, Sinclair)
2. Miracle Man (Live @ Tower Theater, Philadelphia, PA, 4 giugno 1988) – 3:48 (Osbourne, Wylde, Daisley)

## Formazione
- Ozzy Osbourne - cantante
- Zakk Wylde - chitarra
- Bob Daisley - basso
- Randy Castillo - batteria
- John Sinclair - tastiere

## Classifiche
| Classifica (1988) | Posizione massima |
| ----------------- | ----------------- |
| Australia         | 40                |
| Finlandia         | 7                 |
| Germania          | 29                |
| Norvegia          | 12                |
| Regno Unito       | 23                |
| Stati Uniti       | 13                |
| Svezia            | 18                |
| Svizzera          | 26                |